# Portan
Portan ist eine Rotweinsorte. Es handelt sich um eine Neuzüchtung des Institut national de la recherche agronomique (INRA) Montpellier zwischen den Rebsorten Grenache x Blauer Portugieser. Die Sorte erhielt 1976 den Sortenschutz und wurde 1982 in die Liste empfohlenen Rebsorten aufgenommen. In Frankreich ist sie in allen Weinbauregionen außer der Region Elsass zugelassen. Die Kreuzung erfolgte durch den französischen Ampelographen Paul Truel auf dem Gelände der Domaine de Vassal, dem Versuchsweingut des INRA Montpellier. Ziel der Neuzüchtung war, eine der Grenache ähnliche Sorte zu kreieren, die für ein kontinentales Klima in Höhenlagen des Mittelmeerraums geeignet ist. Da die Sorte sehr früh reift, wird das Risiko von Frösten im Herbst sowie Rohfäule minimiert. Sensibel ist die Sorte jedoch gegen den Echten Mehltau und die Eutypiose.
In Frankreich waren im Jahr 2007 ca. 341 Hektar Rebfläche mit Portan bestockt (Quelle ONIVINS). Der größte Anteil liegt dabei im Département Aude.
Siehe auch den Artikel Weinbau in Frankreich sowie die Liste von Rebsorten.
Synonyme: Zuchtnummer INRA 1508-25
Abstammung: Grenache × Blauer Portugieser